# Raión de Shchigrý
El raión de Shchigrý (ruso: Щигро́вский райо́н) es un distrito administrativo y municipal (raión) ruso perteneciente a la óblast de Kursk. Se ubica en el norte de la óblast. Su capital es Shchigrý, que no forma parte del raión al estar constituida como un ókrug urbano aparte.
En 2021, el raión tenía una población de 9470 habitantes.
El raión es limítrofe al norte con la óblast de Oriol. Formalmente, el territorio del raión de Shchigrý es completamente rural, ya que no contiene ninguna localidad designada como urbana; sin embargo, incluye en su territorio áreas periféricas de la ciudad de Shchigrý. El ókrug urbano de la capital distrital, ubicado en el este del raión, está casi completamente rodeado por el territorio distrital, excepto en una franja al noreste en la que limita con el raión de Cheremísinovo.

## Subdivisiones
Comprende 167 localidades rurales, que a efectos de autogobierno local (descentralización) se agrupan en dieciocho asentamientos rurales, que reciben el nombre tradicional de selsovet (сельсовет), y que son los siguientes:
- Bolshói Zmeinets
- Vishnevka
- Vyshneoljovátoye (sede del ayuntamiento en Apújtina)
- Viazovoye
- Zashchítnoye
- "Známenski" (sede del ayuntamiento en Pozhidáyevka)
- Kasínovka
- Kosorzha
- Krivtsovka
- Krutoye
- 2-e Melejino
- Nikolski (sede del ayuntamiento en Dlinnaya)
- Oziorki (sede del ayuntamiento en Plodovy)
- Ojochevka (sede del ayuntamiento en 1-ya Semiónovka)
- Prigorodniaya
- Nizhni Terébuzh
- Titovo (sede del ayuntamiento en Básovo)
- "Troitskokrasnianski" (sede del ayuntamiento en Sídorovka)

A diferencia de lo que ocurre en la mayoría de los raiones de esta óblast, en el raión de Shchigrý no se han producido fusiones de ayuntamientos desde que quedaron definidos en 2004-2006. Debido a ello, el mapa de subdivisiones locales a efectos de división territorial de los órganos internos federales y de la óblast (desconcentración) coincide con el de los dieciocho términos municipales anteriormente enumerados.